# 아프가니스탄의 정치
최근의 아프가니스탄의 정치는 2001년 미국 주도의 아프가니스탄 침공과 그에 뒤따르는 새 국가건설 노력에 의해 주도되고 있다. 2005년 시점에서 아프가니스탄 정부 체제는 변화중에 있다.
새 헌법이 발효되고, 민주적 절차에 의해 대통령이 선출되었으며, 2005년 9월에 의회 선거가 치러졌다.
- 아프가니스탄 과도정부 (2002년 6월 19일 주요 각료 개편, 발족)
- 로야 지르가(loya jirga)

국민대회의. 다민족 국가인 아프가니스탄의 전통적 의사결정 기관. 파슈투 어로 '대회의'를 뜻함. 각 부족 간 이해를 조정하기 위해, 18세기 초부터 소집돼 왔다고 함. 이번 로야 지르가는 현재 잠정행정기구를 대신하는 과도정부 수립이 목적. 2003년 12월까지 정규 로야 지르가를 열어 헌법을 제정.

## 입법부
월레시 지르가(민회) 및 주 의회 대표를 선출하기 위한 2005년도 아프가니스탄 의회 선거가 2005년 9월 18일 실시되었다. 이는 1969년 이후 처음 열리는 의회 선거이다.
249석으로 구성된 월레시 지르가의 의석을 놓고 328명의 여성을 포함한 총 2707명의 후보가 경합했다.
선거는 34개의 주가 각각 하나의 선거구가 되는 중선거구제를 택하고 각 주에는 인구를 고려하여 차등적인 의석이 할당되었다. 투표는 단기비이양투표(single non-transferable vote; SNTV) 방식으로 치러졌다.
메시라노 지르가(원로원)는 아프가니스탄 국회의 상원에 해당한다.
메시라노 지르가 의원의 1/3은 주 의회, 1/3은 군 의회에서 선출하며, 나머지 1/3은 대통령이 지명한다.
군 의회 선거는 선거구 획정 문제가 해결되지 않아 무기한 연기되었다. 따라서 현재는 주 의회가 군 의회 몫(1/3)의 메시라노 지르가 의원까지 선출하도록 되어 있다.
탈리반과 다른 반정부세력들이 선거를 방해하고자 했지만, 선거는 전반적으로 평온한 가운데 치러졌다. 투표율은 대통령 선거시에 비해 상당히 낮아졌다.